# E (estat)
L'Estat d'È (xinès tradicional: 鄂國, xinès simplificat: 鄂国) fou un estat vassall (en el qual és la Xina central actual) de l'època de la Dinastia Shang (1600-1046 aCE) fins al seu enderrocament l'any 863 aC. E es traslladà del seu emplaçament original, al territori que actualment és la província meridional de Henan fins a la província de Hubei. El seu líder era una de les Tres Excel·lències, alts funcionaris nomenats pel Rei Zhou de Shang durant la tardana Dinastia Shang (1600-1046 aCE)